# 天主教羅薩里奧總教區
天主教羅薩里奧總教區（拉丁語：Archidioecesis Rosariensis）是阿根廷一個羅馬天主教教省總教區，下轄兩個教區。是該國十四個總教區之一。
1934年4月20日升為教區，1963年8月12日升為總教區。
總教區範圍包括聖菲省東南部四縣。2010年有教友1,647,000人（佔轄區總人口88.8%）、121個堂區、250名司鐸。現任教區總主教為若瑟·類思·莫拉漢。